# Fota Island
Fota (inglese Fota Island o Foaty; gaelico Oileán Fhóta) è una piccola isola situata nel Cork Harbour (porto naturale ed estuario del fiume Lee, nella Contea di Cork) a nord delle coste dell'isola di Cobh. Essa è famosa per i suoi affascinanti giardini ornamentali.
Ospita anche il Fota Wildlife Park.